# Ісламський університет Азад
Ісламський університет Азад (перс. دانشگاه آزاد اسلامی) — найбільший недержавний вищий навчальний заклад в Ірані й на Близькому Сході. Заснований в 1982 році. У виші навчається близько 1,5 млн чоловік. Університет має понад 400 відділень всередині країни й за кордоном (ОАЕ, Велика Британія), в яких працює близько 31.000 чоловік.

## Відомі випускники
- Шаді Ґадірян — іранський фотограф.